# Guy Smith
Guy Smith (Beverley, 12 de setembro de 1974) é um automobilista britânico que correu sete etapas na Champ Car em 2004 pela Rocketsports Racing.
Hoje ele corre na American Le Mans Series, utilizando um Porsche RS Spyder.

## ligações externas
- «Sítio oficial»